# Suta gaikhorstorum
Suta gaikhorstorum — вид отруйних змій родини аспідових (Elapidae). Ендемік Австралії.

## Поширення і екологія
Suta gaikhorstorum мешкають в регіоні Пілбара на північному заході Західної Австралії. Вони живуть в акацієвих заростях мульги та в евкаліптових рідколіссях з ріодієвим підліском.